# Allemagne aux Jeux olympiques d'été de 1996
L'Allemagne participe aux Jeux olympiques d'été de 1996 à Atlanta aux États-Unis du 19 juillet au 4 août 1996. 465 athlètes allemands, 278 hommes et 187 femmes, ont participé à 234 compétitions, dans 26 sports. Ils y ont obtenu 65 médailles : 20 d'or, 18 d'argent et 27 de bronze.

## Médailles

### Médailles d'or
| Sport                  | Discipline                   | Sportifs                                                               | Performance |
| Médailles d'or : 20    |                              |                                                                        |             |
| Athlétisme             | Lancer du disque (H)         | Lars Riedel                                                            | 69,40 m     |
| Athlétisme             | Lancer du poids (F)          | Astrid Kumbernuss                                                      | 20,56 m     |
| Athlétisme             | Lancer du disque (F)         | Ilke Wyludda                                                           | 69,66 m     |
| Aviron                 | Quatre de couple (H)         | Andreas Hajek Stephan Volkert André Steiner Andre Willms               |             |
| Aviron                 | Quatre de couple (F)         | Katrin Rutschow-Stomporowski Jana Sorgers Kerstin Koppen Kathrin Boron |             |
| Canoë-kayak            | C-2 (1 000 m) (H)            | Gunar Kirchbach Andreas Dittmer                                        |             |
| Canoë-kayak            | K-2 (500 m) (H)              | Kay Bluhm Torsten Gutsche                                              |             |
| Canoë-kayak            | K-4 (1 000 m) (H)            | Thomas Reineck Olaf Winter Detlef Hofmann Mark Zabel                   |             |
| Canoë-kayak            | K-4 (500 m) (F)              | Anett Schuck Birgit Fischer Manuela Mucke Ramona Portwich              |             |
| Canoë-kayak            | K-1 (H)                      | Oliver Fix                                                             |             |
| Cyclisme sur piste     | Vitesse individuelle (H)     | Jens Fiedler                                                           |             |
| Équitation             | Dressage individuel          | Isabell Werth                                                          |             |
| Équitation             | Saut d'obstacles individuel  | Ulrich Kirchhoff                                                       |             |
| Équitation             | Dressage par équipe          | Klaus Balkenhol Martin Schaudt Monica Theodorescu Isabell Werth        |             |
| Équitation             | Saut d'obstacles par équipe  | Franke Sloothaak Lars Nieberg Ulrich Kirchhoff Ludger Beerbaum         |             |
| Gymnastique artistique | Barre fixe                   | Andreas Wecker                                                         | 9.850       |
| Judo                   | 60 - 66 kg (H)               | Udo Quellmalz                                                          |             |
| Tir                    | Carabine 50 m tir couché (H) | Christian Klees                                                        | 704,8 pts   |
| Tir                    | Pistolet 25 m (H)            | Ralf Schumann                                                          | 698 pts     |
| Voile                  | Soling (H)                   | Bernd Jäkel Jochen Schümann Thomas Flach                               |             |

### Médailles d'argent
| Sport                   | Discipline                     | Sportifs | Performance   |
| Médailles d'argent : 18 |                                | |               |
| Athlétisme              | Décathlon                      | Frank Busemann | 8 706 pts     |
| Aviron                  | Huit avec barreur (H)          | Mark Kleinschmidt Detlef Kirchhoff Wolfram Huhn Roland Baar Marc Weber Ulrich Viefers Peter Thiede Thorsten Streppelhoff Frank Joerg Richter |               |
| Boxe                    | Super légers (-63,5 kg)        | Oktay Urkal |               |
| Canoë-kayak             | K-2 (1 000 m) (H)              | Kay Bluhm Torsten Gutsche |               |
| Canoë-kayak             | K-2 (500 m) (F)                | Birgit Fischer Ramona Portwich |               |
| Haltérophilie           | 76 - 83 kg (H)                 | Marc Huster |               |
| Haltérophilie           | Plus de 108 kg (H)             | Ronny Weller |               |
| Lutte gréco-romaine     | Moins de 82 kg (H)             | Bryce Busler |               |
| Natation                | 100 m Nage libre (F)           | Sandra Völker | 54 s 88       |
| Natation                | 200 m Nage libre (F)           | Franziska van Almsick | 1 min 58 s 57 |
| Natation                | 400 m Nage libre (F)           | Dagmar Hase | 4 min 8 s 30  |
| Natation                | 800 m Nage libre (F)           | Dagmar Hase | 8 min 29 s 91 |
| Natation                | 4×200 m Nage libre (F)         | Franziska van Almsick Kerstin Kielgass Anke Scholz Dagmar Hase                                                                               | 8 min 1 s 55  |
| Plongeon                | Plateforme 10 mètres (H)       | Jan Hempel | 663.27 pts    |
| Plongeon                | Plateforme 10 mètres (F)       | Annika Walter | 479.22 pts    |
| Tir                     | Carabine 10 m air comprimé (F) | Petra Horneber | 497,4 pts     |
| Tir                     | Double trap (F)                | Susanne Kiermayer | 139 pts       |
| Tir à l'arc             | Épreuve par équipes (F)        | Barbara Mensing Cornelia Pfohl Sandra Wagner-Sachse                                                                                          |               |

### Médailles de bronze
| Sport                    | Discipline                 | Sportifs                                                             | Performance    |
| Médailles de bronze : 27 |                            |                                                                      |                |
| Athlétisme               | 110 m haies                | Florian Schwarthoff                                                  | 13 s 17        |
| Athlétisme               | Saut à la perche           | Andrei Tivontschik                                                   | 5,92 m         |
| Athlétisme               | 4 × 400 mètres (F)         | Uta Rohländer Linda Kisabaka Anja Rucker Grit Breuer                 | 3 min 21 s 14  |
| Aviron                   | Skiff (H)                  | Thomas Lange                                                         |                |
| Boxe                     | Mouches (-51 kg)           | Zoltan Lunka                                                         |                |
| Boxe                     | Mi lourds (-81 kg)         | Thomas Ulrich                                                        |                |
| Boxe                     | Lourds (-91 kg)            | Luan Krasniqi                                                        |                |
| Canoë-kayak              | C-2 (H)                    | Andre Ehrenberg Michael Senft                                        |                |
| Canoë-kayak              | K-1 (H)                    | Thomas Becker                                                        |                |
| Cyclisme sur piste       | Poursuite individuelle (F) | Judith Arndt                                                         | 3 min 38 s 744 |
| Escrime                  | Fleuret par équipe (F)     | Anja Fichtel Mauritz Sabine Bau Monika Weber-Koszto                  |                |
| Haltérophilie            | 83 - 91 kg (H)             | Oliver Caruso                                                        |                |
| Judo                     | moins de 60 kg (H)         | Richard Trautmann                                                    |                |
| Judo                     | 81 - 90 kg (H)             | Marko Spittka                                                        |                |
| Judo                     | plus de 100 kg (H)         | Frank Möller                                                         |                |
| Judo                     | plus de 72 kg (F)          | Johanna Hagn                                                         |                |
| Lutte gréco-romaine      | Moins de 90 kg (H)         | Maik Bullmann                                                        |                |
| Lutte libre              | Moins de 100 kg (H)        | Arawat Sabejew                                                       |                |
| Natation                 | 100 m Brasse (H)           | Mark Warnecke                                                        | 1 min 1 s 33   |
| Natation                 | 4×100 m Nage libre (H)     | Christian Tröger Bengt Zikarsky Björn Zikarsky Mark Pinger           | 3 min 17 s 20  |
| Natation                 | 4×200 m Nage libre (H)     | Aimo Heilmann Christian Keller Christian Tröger Steffen Zesner       | 7 min 17 s 71  |
| Natation                 | 50 m Nage libre (F)        | Sandra Völker                                                        | 25 s 14        |
| Natation                 | 200 m Nage libre (F)       | Dagmar Hase                                                          | 1 min 59 s 56  |
| Natation                 | 200 m Dos (F)              | Cathleen Rund                                                        | 2 min 12 s 06  |
| Natation                 | 4×100 m Nage libre (F)     | Sandra Völker Simone Osygus Antje Buschschulte Franziska van Almsick | 3 min 41 s 48  |
| Tennis                   | Double (H)                 | Marc-Kevin Goellner David Prinosil                                   |                |
| Tennis de table          | Simple (H)                 | Jörg Rosskopf                                                        |                |